# Bahnhof Flieden
Der Bahnhof Flieden ist ein Trennungsbahnhof in der osthessischen Gemeinde Flieden, an dem die Bahnstrecke Flieden–Gemünden von der Bahnstrecke Frankfurt–Göttingen abzweigt. Nach derzeitigem Planungsstand liegt der Bahnhof Flieden nicht an der Ausbau-/Neubaustrecke Hanau–Würzburg/Fulda.

## Geschichte
Der Bahnhof Flieden wurde mit der Fertigstellung der Kinzigtalbahn am 15. Dezember 1868 eröffnet. Zwischen der Fuldaer Senke und dem Kinzigtal befindet sich der Hessische Landrücken, den die Strecke zwischen Flieden und Schlüchtern überqueren musste. Mit der damaligen Tunnelbautechnik war die erforderliche Tunnellänge für eine ebene Durchquerung nicht erreichbar und eine direkte Überquerung hätte zu steile Rampen erfordert. Daher wurde die Trasse über eine Spitzkehre in Elm geführt.
Diese Lösung war betrieblich aufwändig: In der Spitzkehre mussten die Lokomotiven umgesetzt werden und für die immer noch steilen Anstiege benötigten schwere Güterzüge zusätzliche Vorspannloks.
Daher verfügte der Fliedener Bahnhof auch über ein angeschlossenes Bahnbetriebswerk, in dem die benötigten Lokomotiven vorgehalten und gewartet wurden.
Aufgrund des hohen Aufwands mit der Spitzkehre wurde 1909 mit dem Bau des Schlüchterner Tunnel durch den Distelrasen begonnen, um die Strecke abzukürzen. Der neue Tunnel wurde am 1. Mai 1914 in Betrieb genommen. Die nun durchgehende Kinzigtalbahn zweigte in Flieden von der seit 1879 von Elm aus weiterführenden Strecke nach Gemünden ab, Flieden wurde Trennungsbahnhof und verlor einen Großteil seiner betrieblichen Bedeutung. Aufgrund des Wegfalls des Umwegs über Elm verkürzte sich die Bahnstrecke zwischen Flieden und Schlüchtern um 7 km, sodass innerhalb des Bahnhofs Flieden ein Kilometersprung von Streckenkilometer 85,2 auf 92,2 liegt.
Durch die immer leistungsfähiger werdenden Lokomotiven entfielen auch die Vorspannleistungen nach Elm für Züge nach Gemünden, und das Betriebswerk wurde aufgegeben. Heute befindet sich an dieser Stelle ein Umspannwerk sowie ein Lokschuppen für Turmwagen.
Der Bahnhof erhielt in den 1990er Jahren eine umfangreiche Park-and-ride-Anlage und wurde zwischen 2006 und 2007 saniert, wobei neben der Bahnsteigerneuerung eine neue, behindertengerechte Unterführung und eine neue Bushaltestelle eingerichtet wurden. Bis auf den betrieblich nicht genutzten Hausbahnsteig (Gleis 1) ermöglichen seither alle Bahnsteige einen höhengleichen Einstieg in die Züge. Das Empfangsgebäude steht unter Denkmalschutz.
2019 wurden diverse Arbeiten für ein Elektronisches Stellwerk in Flieden ausgeschrieben. Es soll das Relaisstellwerk (DrS 57), das nicht mehr umgebaut werden darf, ablösen. Im Zuge des neuen Stellwerks sind auch Spurplanänderungen vorgesehen. Das Stellwerk wurde am 9. April 2021 in Betrieb genommen.

## Verkehr
Bis zum Fahrplanwechsel 2006/2007 am 10. Dezember 2006 wurde die Strecke nach Gemünden im Zweistundentakt von Regionalzügen der Relation Bebra–Fulda–Flieden–Gemünden bedient. Auf Wunsch des Rhein-Main-Verkehrsverbundes (RMV) wurde der Ausgangspunkt der Züge von Fulda nach Schlüchtern verlegt, wo Anschlüsse nach Fulda und Frankfurt (Main) bestehen. Nun geht der Zuglauf von Schlüchtern aus über die Verbindungskurve auf der Gegenseite des Distelrasentunnels nach Elm und Gemünden.
Zwischen Schlüchtern und Jossa verkehren die Regionalbahnen alle zwei Stunden, ab Jossa stündlich. Bei Bauarbeiten auf der Verbindungskurve Schlüchtern–Elm beginnen bzw. enden die Züge in Flieden oder werden zwischen Schlüchtern und Sterbfritz durch Busse ersetzt. Von Flieden aus wird die Bahnstrecke Flieden–Gemünden von regem Güterverkehr bedient, nachts teilweise von Fernzügen, da die Schnellfahrstrecke Hannover–Würzburg in den Nachtstunden bevorzugt mit Güterverkehr ausgelastet wird.
Auf der Kinzigtalbahn Fulda–Flieden–Hanau–Frankfurt am Main wird der Bahnhof Flieden im Stundentakt durch Regional-Express-Züge bedient. Mit einer Fahrtzeit von 13 Minuten besteht ein schneller Anschluss nach Fulda. Auch das Rhein-Main-Gebiet, wo viele Fliedener Pendler arbeiten, liegt in etwa einer Stunde Entfernung.
| Linie | Verlauf | Takt                        |
| ----- | --- | --------------------------- |
| RE 50 | Kinzigtalbahn: Frankfurt (Main) Hbf – Frankfurt (Main) Süd – Offenbach (Main) Hbf – Hanau Hbf – Langenselbold – Gelnhausen – Wächtersbach – Bad Soden-Salmünster – Steinau (Straße) – Schlüchtern – Flieden – Neuhof (Kr Fulda) – Fulda (– Hünfeld – Bad Hersfeld – Bebra) (einzelne Züge) Stand: Fahrplanwechsel Dezember 2021 | 60 min (Verstärker zur HVZ) |

Die Kinzigtalbahn gilt mit etwa 260 Personen- und Güterzügen pro Tag (Stand: 2007) als eine der meistbefahrenen Eisenbahnstrecken in Deutschland.